# Bistum Växjö

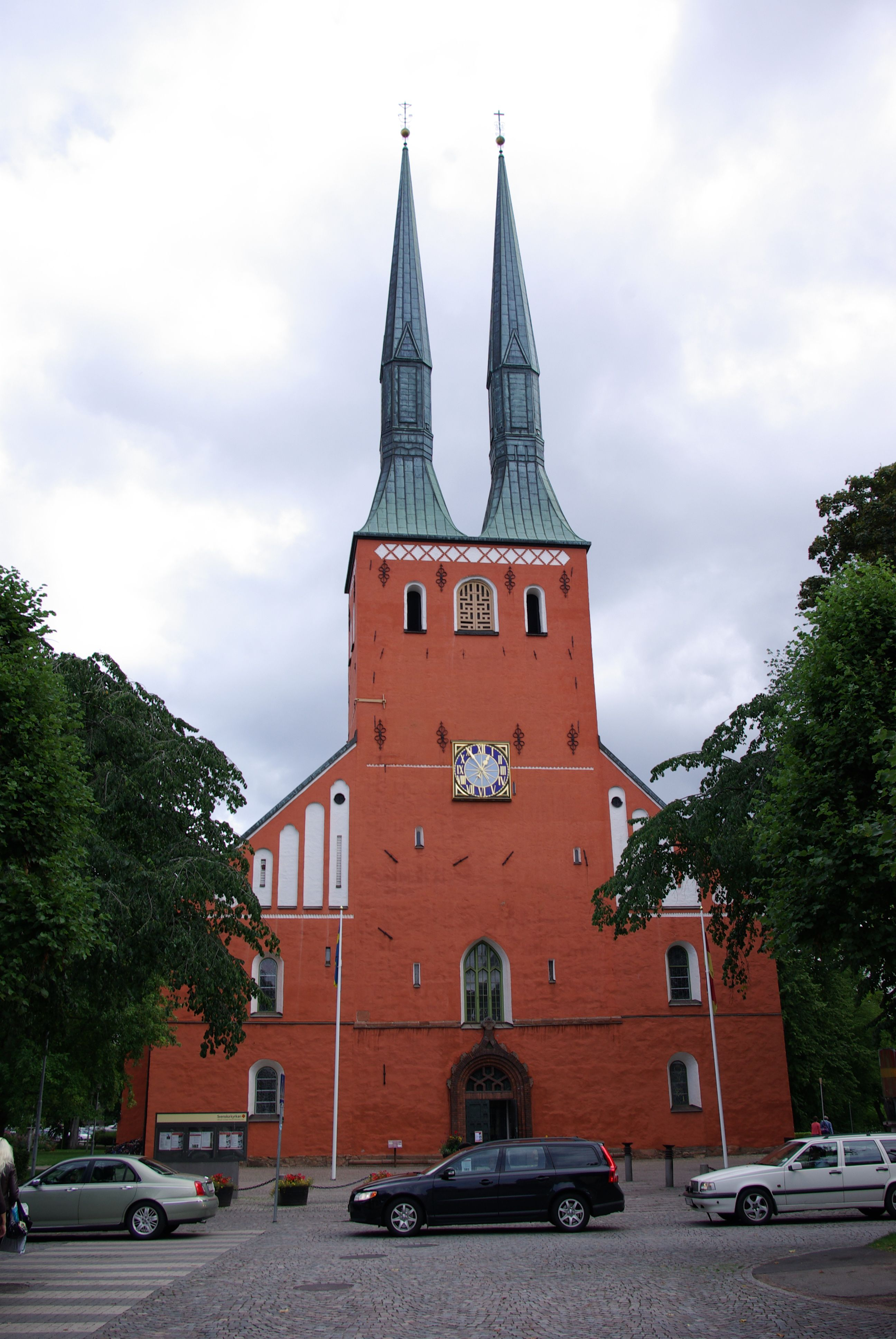
Dom in Växjö

Das Bistum Växjö (schwedisch Växjö stift) wurde im Jahr 1170 als Suffraganbistum von Lund gegründet. Kathedrale wurde die Kirche, in der die Reliquien des Schwedenmissionars Siegfried und seiner drei Neffen verehrt wurden. Die Köpfe der Neffen sind bis heute das Wappenbild des Bistums.

Bistumswappen

Seit der Reformation ist das Bistum Växjö eine der dreizehn Diözesen innerhalb der evangelisch-lutherischen Schwedischen Kirche. Es besteht aus 222 Kirchengemeinden (församlingar) in 15 Kirchenkreisen.
Das Bistum erstreckt sich im Süden Schwedens über Teile der Provinzen Kronobergs län, Jönköpings län und Kalmar län mit der Insel Öland. Bischofssitz ist die Stadt Växjö mit dem Dom zu Växjö als Bischofskirche. Seit 2015 ist Fredrik Modéus Bischof von Växjö.